# That's So Suite Life of Hannah Montana
"That's So Suite Life of Hannah Montana" es un crossover (cruce) de las sitcoms de Disney Channel The Suite Life of Zack and Cody, Hannah Montana, y That's So Raven. Es conocido como "Es tan Hannah Montana en Acción: El Cruce de Estrellas" en Hispanoamérica y como "¡Qué vida tan dulce la de Hannah Montana!" en España. Fue transmitido el 28 de julio de 2006 como un especial de 3 partes en Estados Unidos y el 17 de enero de 2007 en Latinoamérica en Zapping Zone. Pudimos ver en ese especial a los actores de las diferentes series actuando en otras. 
En Latinoamérica esta producción no tuvo nombre (se le nombraba simplemente como "Especial Disney Channel") y no se transmitieron los tres capítulos consecutivamente, sino que separadamente (en un día un capítulo, días después otro). Después, el 12 de enero de 2008 se reestrenó el especial con la emisión de los tres episodios seguidos bajo el nombre de "Cruce de Estrellas". Finalmente, en la edición en DVD quedó con el título de "Es tan Hannah Montana en acción". 
En su emisión en Estados Unidos el crossover fue visto por 7.1 millones de televidentes.
En julio de 2009 hubo un especial parecido a este, llamado Wizards on Deck with Hannah Montana.

## Trama

### Chekin' Out (That's So Raven)
Raven se ofrece a Donna Cabona a organizar una importante sesión de fotos de jóvenes varones para en el Hotel Tipton en Boston, porque Tiffany, su asistente habitual, tiene un hongo en el labio. Donna le da un Screttech, un dispositivo para secretarias que ayuda en la organización de eventos y Raven ha de realizar una videoconferencia de eso.
Ella asegura que sabe usar el Screttech, aunque ella no sabe, así que por error manda a la fotógrafa Pistache al Tipton de Milán, Italia. Además los modelos (Juan y Kvelte) no consiguieron pasaje para viajar al Tipton y están en un país de nombre Budapragoslovakia.
Así al conocer a Zack y Cody, a ellos los hace pasar por los modelos y ella por Pistache, pero cuando Donna Cabonna se entera de que Pistache está en Milán, decide tomar el asunto por sus propias manos.
Entonces en la sesión de fotos, las dos Pistache se encuentran y cuando todos se ponía color oscuro, la verdadera Pistache llega porque dice que llegó en un "escandalosamente caro jet privado".
Pero Pistache (la verdadera) dice que esto es mejor que sus modelos, y de excusa Raven y Donna dicen que sentían afecto por Pistache así que se vistieron como ella; este episodio parece terminar cuando Raven tiene una visión de que la sesión de fotos va a ser un éxito, pero cuando va a pedir que lleven sus maletas en la recepción con Moseby, se entera de que primero que está mal coordinada con el huso horario, y segundo que la alarma de Screttech esta malograda.
Mientras tanto Cory y Eddie se enteran de que existe el récord de golpear la pelota con la paleta al que se le podía reclamar dinero, así que al darse cuenta de que Chelsea es buena el golpear la pelota en la paleta, estaba a punto de romper el récord hasta que encontró un rival, nada menos que Stanley. La pelea duraba hasta que ella decide hacer un trato con Stanley, que ambos dejarían de golpear a las 1, 2, 3.
Stanley dejó de golpear pero Chelsea continúa, Cory y Eddie festejaban porque por fin Stanley fue estafado, pero Chelsea se dio cuenta de que eso no era lo correcto y decide darle el premio a Stanley.
Cory le dice que ha sido estafada, pero ella les dice que no consiguieron lo que querían (dinero) y en vez tuvieron lo que merecían, y ella intenta romper el récord golpeando en su espalda.
Apariciones Estelares
- Dylan Sprouse es Zack Martin.
- Cole Sprouse es Cody Martin.
- Phill Lewis es Señor Moseby.

### That'So Suite Life of Hannah Montana (The Suite Life of Zack & Cody)
Después que Irene (recepcionista) le dijera que su vuelo se ha cancelado, Raven se queda en el Tipton por todo el día hasta mañana. Después tuvo una visión, que entre Zack y Cody, el que usa chaleco le pasará algo malo, que se cuide de campanas y estornudos; y como Cody es el único que usa chaleco, se vuelve paranoico, en especial porque escuchó campanas y estornudos cuando, casi lo atropella un camión de helados, casi le cae el candelabro, chocó con el carro de maletas de Esteban y más, así que Zack intenta convencer a Cody porque debían prepararle una fiesta de cumpleaños a su madre. Al final de todo Zack decide ponerse el chaleco de Cody en la fiesta, en ella el regalo de Arwin (el robot) se vuelve loco y como su misión era acostar a los gemelos, persigue a Zack (usando el chaleco) hasta que termina su cara en el pastel.
Mientras Maddie intenta convencer a London de que en su sesión de fotos use uno de los vestidos de Raven, pero London le seguía repitiendo: "No uso nada que no sea de diseñador", así que como usaría un vestido de Artturo Vittali, Maddie arranca la etiqueta y la pone en el vestido de Raven.
Al final London se da cuenta de que el vestido es de Raven y se enoja con Maddie, todos se encontraron en el vestíbulo (Zack, Cody, Maddie, London y Raven), llega Hannah Montana (Miley Cyrus/Miley Stewart), a lo que le dice a Raven que le haga un vestido igual, pero London le dice que este es un vestido solo para ella (cambio de opinión), y Hannah y London se peleaban por el vestido a lo que Raven se asombraba, hasta que el pendiente de Hannah se atora en el vestido de London y acaban rompiéndolo.
En este capítulo nos enteraremos de que Hannah Montana cantó en el cumpleaños de London.
Este fue el único capítulo en el que están todos los personajes principales (Raven, Zack, Cody, Maddie, London y Miley/Hannah).
Apariciones Estelares
- Raven-Symoné es Raven Baxter.
- Miley Cyrus es Hannah Montana.

### On the Road Again (Hannah Montana)
Cuando Hannah Montana estaba a punto de irse del Hotel Tipton, Maddie llega para despedirse de ella (se quedó a la mira de Roxxy), entonces Maddie escucha al padre de Hannah/Miley, Robbie Ray Stewart (Billy Ray Cyrus), cantando una canción, entonces ella lo reconoce, pues tanto ella como su madre son fans, y Robbie les dice que dejó la vida de cantante para cumplir el sueño de su hija (Hannah Montana/Miley Stewart).
Miley, Lily y Jackson se quedan sorprendidos al ver el video Robbipaloza, entonces Jackson y Miley llaman a su viejo administrador para ponerlo en la vida de un cantante de nuevo.
Pero el insiste en quedarse, así que Jackson llama a 3 nanas, a lo que el responde que no; pero Miley le dice que se quedaran con Roxxy, que se vaya a San Diego sin preocupaciones.
Pero Miley y Jackson, a los días de estar con Roxy están locos, porque Roxy no los dejaba hacer nada, y los tenía como una hora haciendo yoga (extremo), hasta que a Jackson le llegó al cuello y se fue a San Diego, y Roxy y Miley lo siguieron.
Ya en San Diego, Miley y Jackson vieron que estaba feliz cantando, así que decidieron solo saludarlo, y cuando se iban, su administrador le dice que le tiene una gira por el mundo de 6 semanas, a lo que Jackson llora en el hombro de Roxxy (solo porque tendría que soportarla).
Miley se va al escenario a llorar, hasta que su padre llega y la abraza diciéndole que no se irá, que los extrañaría demasiado.
Luego aparece Maddie gritando: "Mamá, quítate los rizadores, Robbie Ray está aquí, aaaaaaahhhhhh!!!!!", y Roxy la persigue.
Apariciones Estelares
- Ashley Tisdale es Maddie Fitzpatrick.

## Elenco

### DeThat's So Raven
- Raven-Symoné como Raven Baxter.
- Orlando Brown como Eddie Thomas.
- Anneliese van der Pol como Chelsea Daniels.
- Kyle Massey como Cory Baxter.
- Anne-Marie Johnson como Donna Cabonna.
- Bobb'e J. Thompson como Stanley.
- Jasmine Guy como Pistache.
- Rondell Sheridan como Victor Baxter.
- Annie Wood como Kandra Blair.
- Tiffany Thornton como Tylar Spark.
- Malik Yoba como Juez.

### DeThe Suite Life of Zack and Cody
- Dylan Sprouse como Zack Martin.
- Cole Sprouse como Cody Martin.
- Brenda Song como London Tipton.
- Ashley Tisdale como Maddie Fitzpatrick.
- Phill Lewis como Marion Moseby.
- Kim Rhodes como Carey Martin.
- Adrian R'Mante como Esteban Ramírez.
- Brian Stepanek como Arwin Hawkhauser.
- Arturo Gil como Robot.
- Sharon Jordan como Irene, (La conserje).
- Adam Tait como (reportero).
- Brian Peck como (El noticiero).
- Anthony Acker como Norman el (guardia).

### DeHannah Montana
- Miley Cyrus como Miley Stewart/Hannah Montana.
- Billy Ray Cyrus como Robby Stewart.
- Emily Osment como Lilly Truscott.
- Mitchel Musso como Oliver Oken.
- Jason Earles como Jackson Stewart.
- Frances Callier como Roxy.
- Richard Portnow como Marty Kleine.
- Aleksandra Okapiec como Inga.
- Izabella Okapiec como Helga.
- Monika Okapiec como Uma.
- Rafael Rojas III como Jay.
- Moisés Arias como Rico.

## Recepción
El crossover tuvo en total 19.8 millones de espectadores. En la transmisión del primer capítulo de Es tan Raven obtuvo 5.7 millones de espectadores, del segundo de The Suite Life of Zack and Cody obtuvo 7.0 millones de espectadores y en la transmisión del tercero de Hannah Montana obtuvo 7.1 millones de espectadores.